# Kleinkamsdorf
Kleinkamsdorf ist ein Ortsteil von Kamsdorf in der Gemeinde Unterwellenborn im Landkreis Saalfeld-Rudolstadt in Thüringen.

## Lage
Kleinkamsdorf liegt am Nordostrand des Thüringer Schiefergebirges. Wenige Kilometer südlich entfernt befindet sich das Naherholungsgebiet Hohenwartestausee. Die Bundesstraße 281 führt aus Richtung Saalfeld nach Triptis zur Bundesautobahn 9 und weiter nach Fertigstellung der Ortsumgehung Unterwellenborn nah vorbei.

## Geschichte

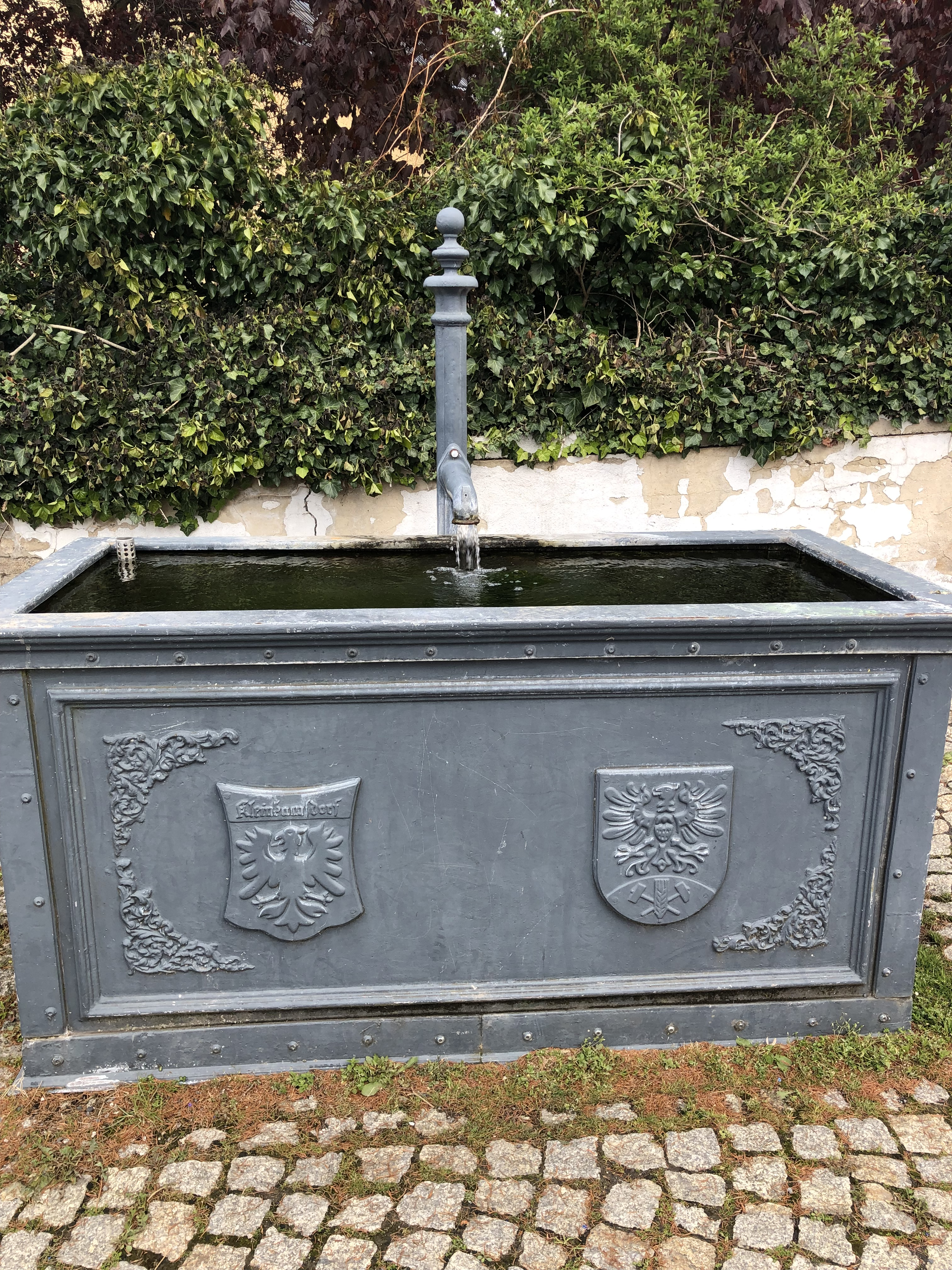
Dorfbrunnen mit Wappen

Die erste urkundliche Erwähnung erscheint im Jahr 1349 zum ersten Mal als „minori Kamsdorf“. Die Ortschronik berichtet über das Jahr 1349 zu minori Kamsdorf. Die Kamsdörfer wurden dann ein Teil des Amtes Ranis (später Exklaven des kursächsischen Amts Arnshaugk). 1442 gab es zwischen den beiden Dörfern Streitigkeiten. Nach weiteren behördlichen Unterstellungen kamen die Dörfer nach dem Wiener Kongress 1815 als Exklaven zu Preußen (Landkreis Ziegenrück). Mit der Auflösung Preußens kam der Ort 1944 zu Thüringen und nach 1952 zum Bezirk Gera in den Kreis Saalfeld. Am 1. Juli 1950 entstand die Gemeinde Kamsdorf durch den Zusammenschluss der bisherigen Gemeinden Großkamsdorf und Kleinkamsdorf. Seit 1994 gehört der Ort zum Landkreis Saalfeld-Rudolstadt. Mit dem Bau neuer Wohnsiedlungen und der Umgestaltung der Maxhütte sind die beiden Orte Großkamsdorf und Kleinkamsdorf vereint worden.
1999 fand die Festwoche 650 Jahre Kleinkamsdorf statt.

## Sehenswürdigkeiten
- Kirche St. Martin (Kleinkamsdorf)